# Autostrada D3 (Czechy)
Autostrada D3 (czes. dálnice D3) także Budějovická dálnice (autostrada budziejowicka) – planowana autostrada w Czechach o długości 171 km.
Służyć będzie połączeniu Pragi (D0) z Czeskimi Budziejowicami przez Tábor i dalej, w kierunku Czeskiego Krumlowa i granicy z Austrią, gdzie połączy się z również planowaną austriacką drogą ekspresową S10 w kierunku Linzu. Szlak ten, razem m.in. z autostradą D8, będzie stanowić jeden z czeskich etapów międzynarodowej trasy E55.
W październiku 2004 oddano do użytku pierwszy odcinek autostrady Chotoviny – Tábor (8,3 km). Kolejny fragment Mezno – Chotoviny (6,8km) został ukończony w roku 2007. Budowane na przełomie lat 80. i 90. XX wieku fragmenty drogi krajowej I/3: obwodnica Veselí nad Lužnicí i odcinek Ševětín – Borek (razem ok. 18 km) powstały jako pierwsza jezdnia autostrady D3 i wymagają obecnie zbudowania drugiej jezdni i modernizacji węzłów.
Do 31 grudnia 2015 roku odcinek od Třebonína do granicy z Austrią planowany był jako droga ekspresowa R3 (rychlostní silnice R3).